# Jan Florian Drobysz Tuszyński

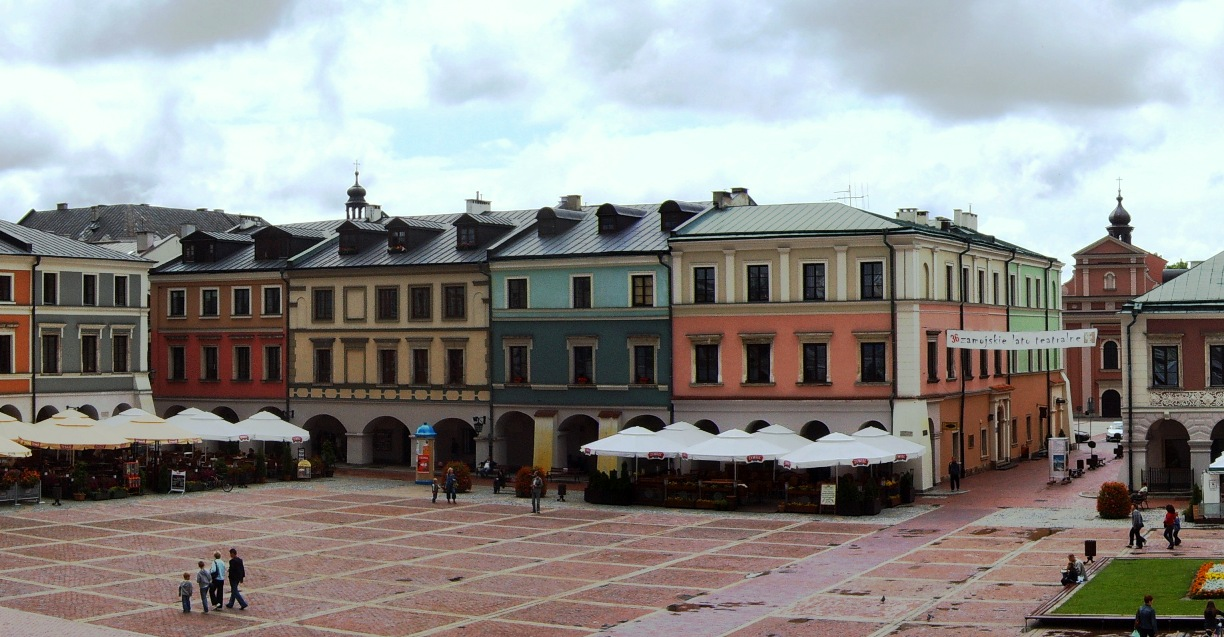
Kamienica należąca niegdyś do Drobysza Tuszyńskiego (obecnie ul. Staszica 23, na rogu ul. B. Moranda; południowa pierzeja Rynku Wielkiego w głębi dawny klasztor klarysek przy Rynku Wodnym)

Jan Florian Drobysz Tuszyński (ur. 21 czerwca 1640 w Zabłociu koło Żytomierza, zm. 3 kwietnia 1707 w Zamościu) – towarzysz jazdy, polski pamiętnikarz, stolnik żytomierski, od 1677 gubernator ordynacji zamojskiej.

## Życiorys
Wywodził się ze szlacheckiej (ziemiańskiej) rodziny Drobyszów rozrodzonej na ziemiach ruskich, m.in. na Wołyniu i w województwie kijowskim. Od 11  roku życia był w wojsku, najpierw jako czeladnik w poczcie swojego brata, potem jako towarzysz pancerny (od 1655). Walczył ze Szwedami (potop, 1655–60), Rosjanami (m.in. bitwa pod Cudnowem, 1660; wyprawa zadnieprzańska, 1663–64), Kozakami, Tatarami (m.in. wojna polsko-kozacko-tatarska, 1666–1671, np. jako towarzysz roty kozackiej Jerzego Wielhorskiego w bitwie pod Brahiłowem) i Turkami (m.in. bitwy pod Chocimiem i pod Żurawnem) oraz w trakcie rokoszu Lubomirskiego (pod Mątwami). 
Pisał pamiętniki bliskie raptularzowi. Stworzył opis swojego żołnierskiego życia (służył w wojsku przez 20 lat: 1656–1677), zamieścił informacje na temat rodziny i nakazy moralne dla potomnych. Pamiętniki zostały wydane z rękopisu we Wrocławiu w 1954 pt. Dwa pamiętniki z XVII wieku.
Służąc Marcinowi Zamoyskiemu, został stolnikiem żytomierskim. W Zamościu był burgrabią i właścicielem kamienicy przy rynku (obecnie Staszica 23). Został pochowany w rodzinnym grobowcu w kościele św. Piotra w Zamościu.